# Wereldregering

Kaart met supranationale organisaties.

Vlag van de Verenigde Naties.

Een wereldregering is een organisatie die voor de gehele wereld of een zeer groot gebied de macht heeft om wetgeving tot uitvoering te brengen. Een dergelijke regering bestaat niet. De Verenigde Naties worden door sommigen gezien als een poging om een wereldregering te vormen.
In antimaçonnieke geschriften, zoals van de hand van Leo Taxil, wordt de vrijmetselarij verweten een organisatie te zijn, die in het geheim tracht de staatsmacht te verwerven, of de transformatie van de samenleving wil bewerkstelligen op weg naar één grote wereldregering.
Ook zijn er mensen die de Bilderberggroep verwijten dat ze buiten de democratie om besluiten nemen en (deels) de richting bepalen van de wereldpolitiek, als het ware dat ze een soort van ongekozen wereldregering vormen die de touwtjes in handen heeft.